# Passiflora podadenia
Passiflora podadenia är en passionsblomsväxtart som beskrevs av Ellsworth Paine Killip. Passiflora podadenia ingår i släktet passionsblommor, och familjen passionsblomsväxter. Inga underarter finns listade i Catalogue of Life.